# Ornitina carbammiltransferasi
La ornitina carbamoiltransferasi è un enzima appartenente alla classe delle transferasi, che catalizza la seguente reazione:
carbammilfosfato + L-ornitina ⇄ fosfato + L-citrullina
L'enzima contenuto nelle piante catalizza anche la reazione tipica della putrescina carbammiltransferasi (numero EC 2.1.3.6), della carbammato chinasi (numero EC 2.7.2.2) e della agmatina deiminasi (numero EC 3.5.3.12), che dunque agisce come putrescina sintasi, convertendo rispettivamente l'agmatina e l'ornitina in putrescina e citrullina.